# Jacques-Joseph Fabry
Jacques-Joseph Fabry, né à Liège le 3 novembre 1722 et mort dans la même ville le 11 février 1798, est un homme politique liégeois et un acteur important de la révolution liégeoise. Il fut bourgmestre de Liège en 1770, 1783 et pendant la période révolutionnaire de 1789 à 1791.

## Biographie
Avec Simon de Harlez, Pierre-Grégoire de Vivario et Pierre Robert de Cartier de Marcienne, il écrit Le Voyage de Chaudfontaine (Li Voêche di Tchofontaine ou Li Voëgge di Chôfontaine) un opéra en wallon liégeois mis en musique par Jean-Noël Hamal. Représenté pour la première fois en 1757, cet opéra-bouffe en trois actes reprend des scènes burlesques populaires et comiques de la vie liégeoise. Cette œuvre est considérée comme une contribution de première importance à la diffusion de la langue wallonne liégeoise.
Il se montra favorable aux « idées françaises » et fit partie des chefs, avec Bassenge et Chestret, des « patriotes liégeois », en conflit avec le « tyran de Seraing ».
Jacques-Joseph Fabry et son fils Jacques-Hyacinthe jouent un rôle actif dans la révolution de 1789-1795 à Liège, lui comme bourgmestre et son fils en coopérant au Journal patriotique, qui a paru du 22 août 1789 au 4 juillet 1790.

## Hommages
- Une rue du quartier des Guillemins à Liège porte son nom.
- Buste au premier étage de l'hôtel de ville de Liège.